# Stephen Stills
Stephen Arthur Stills, född 3 januari 1945 i Dallas, Texas, är en amerikansk gitarrist, sångare och låtskrivare. Stills är kanske mest känd som medlem i grupperna Buffalo Springfield och Crosby, Stills & Nash, men har även givit ut ett flertal skivor som soloartist.

## Karriär
Stills spelade i en rad mindre framgångsrika band innan han 1966 bildade folkrockbandet Buffalo Springfield tillsammans med Richie Furay, som han tidigare spelat med i The Au Go Go Singers, Neil Young, som han träffat under en turné i Kanada, samt Bruce Palmer och Dewey Martin. Bandet gav ut tre album innan det upplöstes 1968. Stills skrev flera av bandets låtar, bland annat hiten "For What It's Worth". 
Kort efter uppbrottet med Buffalo Springfield spelade Stills tillsammans med Mike Bloomfield och Al Kooper in albumet Super Session (1968). Därefter bildade han supergruppen Crosby, Stills & Nash tillsammans med David Crosby och Graham Nash. På det framgångsrika debutalbumet Crosby, Stills & Nash (1969) spelade Stills nästan alla instrument, vilket gav honom smeknamnet "Captain Manyhands". Från albumet blev Stills "Suite: Judy Blue Eyes" en hit. Gruppen utökades senare med Neil Young och hade i början av 1970-talet ytterligare framgångar med albumen Déjà Vu (1970) och 4 Way Street (1971). Medlemmarna gick därefter skilda vägar men har gjort flera återföreningar genom åren, med och utan Young.
Stephen Stills solodebuterade 1970 med albumet Stephen Stills, från vilket han fick en hit med låten "Love the One You're With". Året efter följde han upp med Stephen Stills 2, med bland annat låten "Change Partners". Samma år bildade han gruppen Manassas tillsammans med bland andra Chris Hillman från The Byrds. Gruppen gav ut albumen Manassas (1972) och Down the Road (1973) innan den upplöstes.
Stills fortsatte efter Manassas återigen som soloartist och gav ut albumen Stills (1975) och Illegal Stills (1976). I mitten av 1970-talet inledde han ett nytt samarbete med Neil Young under namnet The Stills-Young Band. De spelade dock bara in ett album, Long May You Run 1976. De inledde också en turné, men Young hoppade av efter några konserter. 
Stills gav ut ytterligare ett soloalbum under 1970-talet, Thoroughfare Gap (1978), och ett med Crosby, Stills & Nash (CSN, 1977). Hans produktivitet sjönk kraftigt i slutet av 1970-talet, men han har fortsatt ge ut soloskivor, såsom Right by You (1984), Stills Alone (1991) och Man Alive! (2005), och genomfört flera återföreningar med Crosby, Stills, Nash & Young.

## Utmärkelser

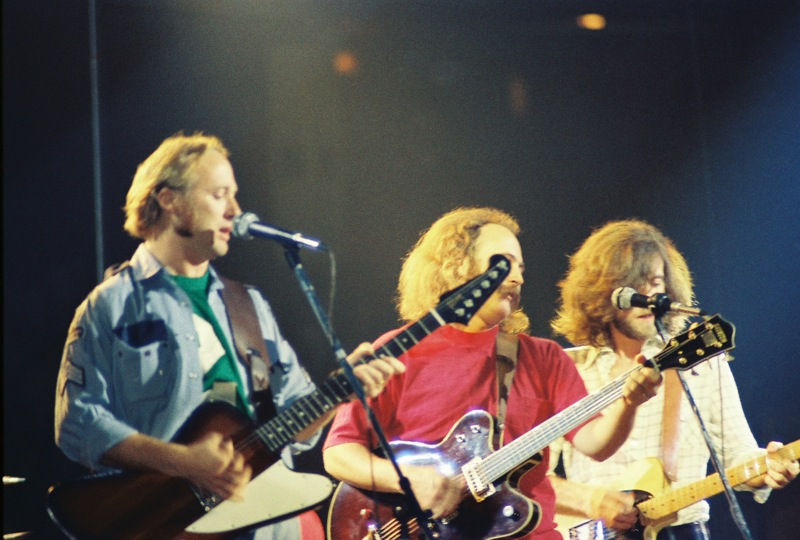
Stills (vänster) med Crosby och Nash 1974.

1997 valdes Stills in i Rock and Roll Hall of Fame två gånger, dels som medlem av Buffalo Springfield och dels som medlem av Crosby, Stills & Nash. Han valdes 2009 in i Songwriters Hall of Fame.
Tidskriften Rolling Stone rankade 2003 Stills som den 28:e bästa gitarristen genom tiderna.

## Privatliv
Stephen Stills har varit gift tre gånger. Hans första äktenskap var med den franska sångerskan Véronique Sanson, som han träffade under en turné med Manassas i Frankrike och gifte sig med 1973. Han har flera barn, av vilka Chris Stills och Jennifer Stills också blivit musiker. Hans son Oliver Ragland Stills (född 2004) är döpt efter Neil Young, vars mors flicknamn var Ragland.

## Diskografi

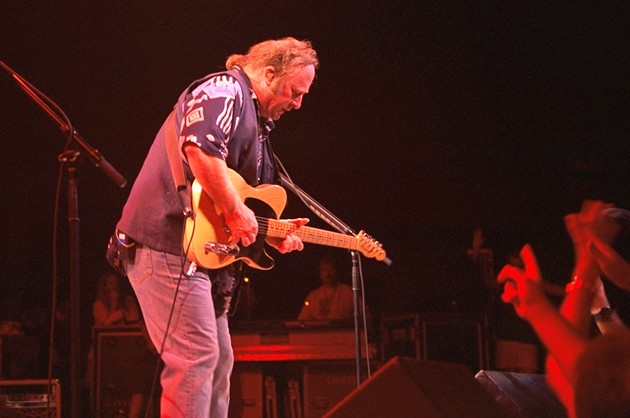
Stephen Stills 2006.

Album
- 1970 – Stephen Stills
- 1971 – Stephen Stills 2
- 1975 – Stills
- 1975 – Stephen Stills Live
- 1976 – Still Stills: The Best of Stephen Stills (samlingsalbum)
- 1976 – Illegal Stills
- 1976 – Long May You Run (med Neil Young)
- 1978 – Thoroughfare Gap
- 1984 – Right by You
- 1991 – Stills Alone
- 2003 – Turnin' Back the Pages (samlingsalbum)
- 2005 – Man Alive!
- 2007 – Just Roll Tape: April 26th, 1968
- 2009 – Live at Shepherd's Bush